# Pedro Fermín Iriberry Oliber
Pedro Fermín Iriberry Oliber (Madrid, 1777 - Úbeda, mitjans del segle xix) fou un militar espanyol, corregidor slcalde d'Alacant durant la dècada ominosa.
Era fill d'un funcionari administrador de rendes provincials, i va ingressar a l'exèrcit espanyol el 1794 a la Corunya com a cadet de cavalleria. El 1800 va ascendir a tinent de carrabiners i va lluitar en la guerra del francès, després de la qual fou ascendit a brigadier i nomenat governador militar d'Oriola. Durant el trienni liberal fou destituït i confinat a Toledo. Allí va organitzar una conspiració antiliberal que va fracassar, raó per la qual fou novament confinat a Almonacid de Zorita. Es va unir als Cent Mil Fills de Sant Lluís però fou ferit i fet presoner a Badajoz. Fou alliberat pels absolutistes quan era a punt de ser afusellat.
Com a recompensa per la seva lleialtat el desembre de 1823 fou nomenat alcalde corregidor d'Alacant. Absolutista convençut. es va distingir per la seva ferotgia en perseguir els liberals, el control policíac i el restabliment dels Voluntaris Reialistes. El 1826 va ordenar l'afusellament d'Antonio Fernández Bazán i els seus companys a Oriola. Cap el 1829 comença a interessar-se més en temes urbanístics i el 1830 és ascendit a mariscal de camp.
Fou destituït en desembre de 1832 i nomenat alcalde militar de Granada. En setembre de 1834, mort Ferran VII d'Espanya fou destituït i destinat a Sevilla, on fou confinat sota vigilància per si decidia unir-se als carlins, però no ho va fer. L'última notícia que es té d'ell és de 1848, quan va rebre permís per acompanyar la seva esposa malalta a Úbeda.